# Keelakarai
Keelakarai (o Kilakarai) è una suddivisione dell'India, classificata come town panchayat, di 30.472 abitanti, situata nel distretto di Ramanathapuram, nello stato federato del Tamil Nadu. In base al numero di abitanti la città rientra nella classe III (da 20.000 a 49.999 persone).

## Geografia fisica
La città è situata a 09° 15' 18 N e 78° 46' 48 E.

## Società

### Evoluzione demografica
Al censimento del 2001 la popolazione di Keelakarai assommava a 30.472 persone, delle quali 14.125 maschi e 16.347 femmine. I bambini di età inferiore o uguale ai sei anni assommavano a 3.874, dei quali 1.923 maschi e 1.951 femmine. Infine, coloro che erano in grado di saper almeno leggere e scrivere erano 23.778, dei quali 11.523 maschi e 12.255 femmine.